# Kossuth Lajos tér (Tata)
A Kossuth tér Tata óvárosának központja. A Kocsi utca kiindulópontja.

## Története

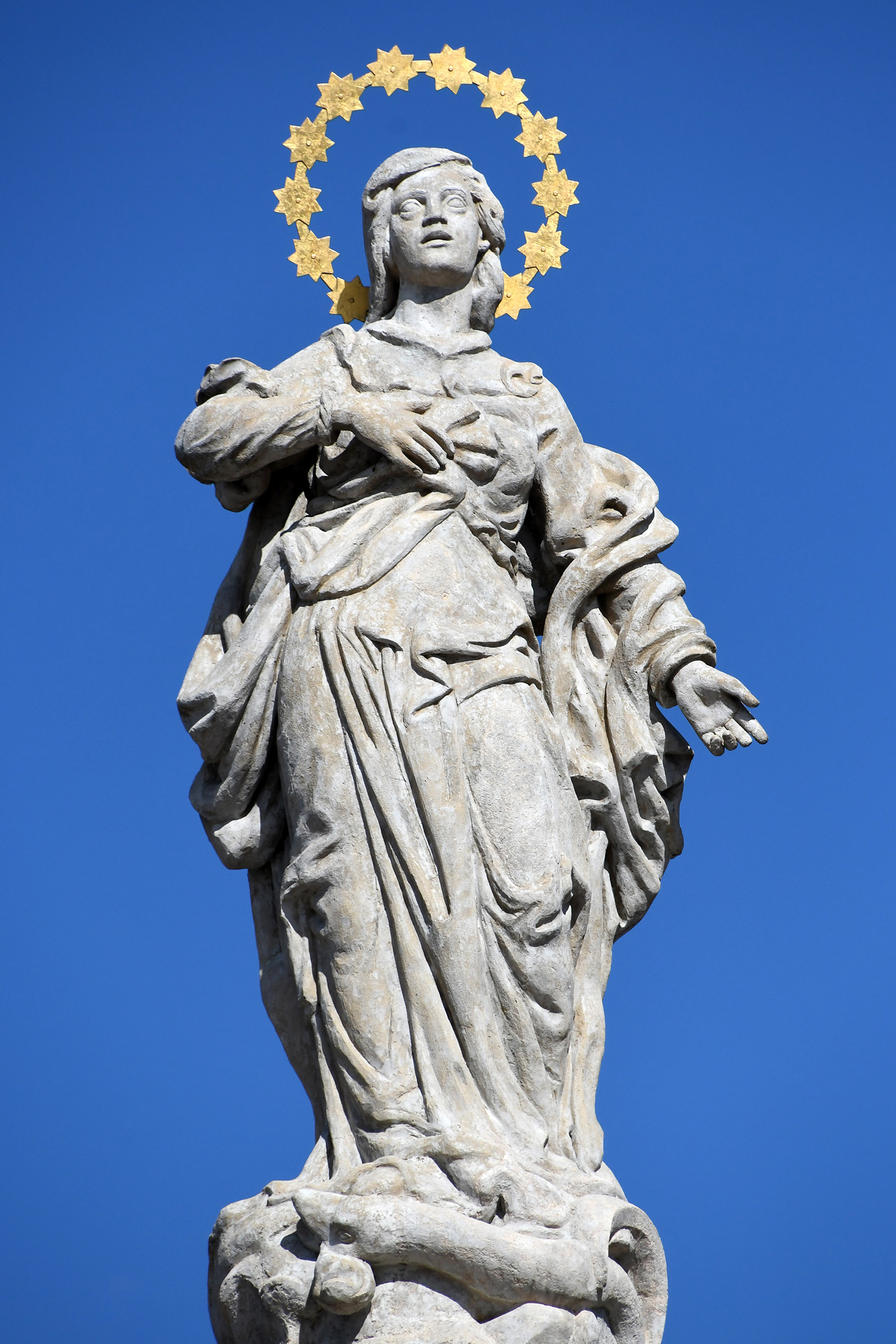
Szűz Mária szobra az obeliszk csúcsán

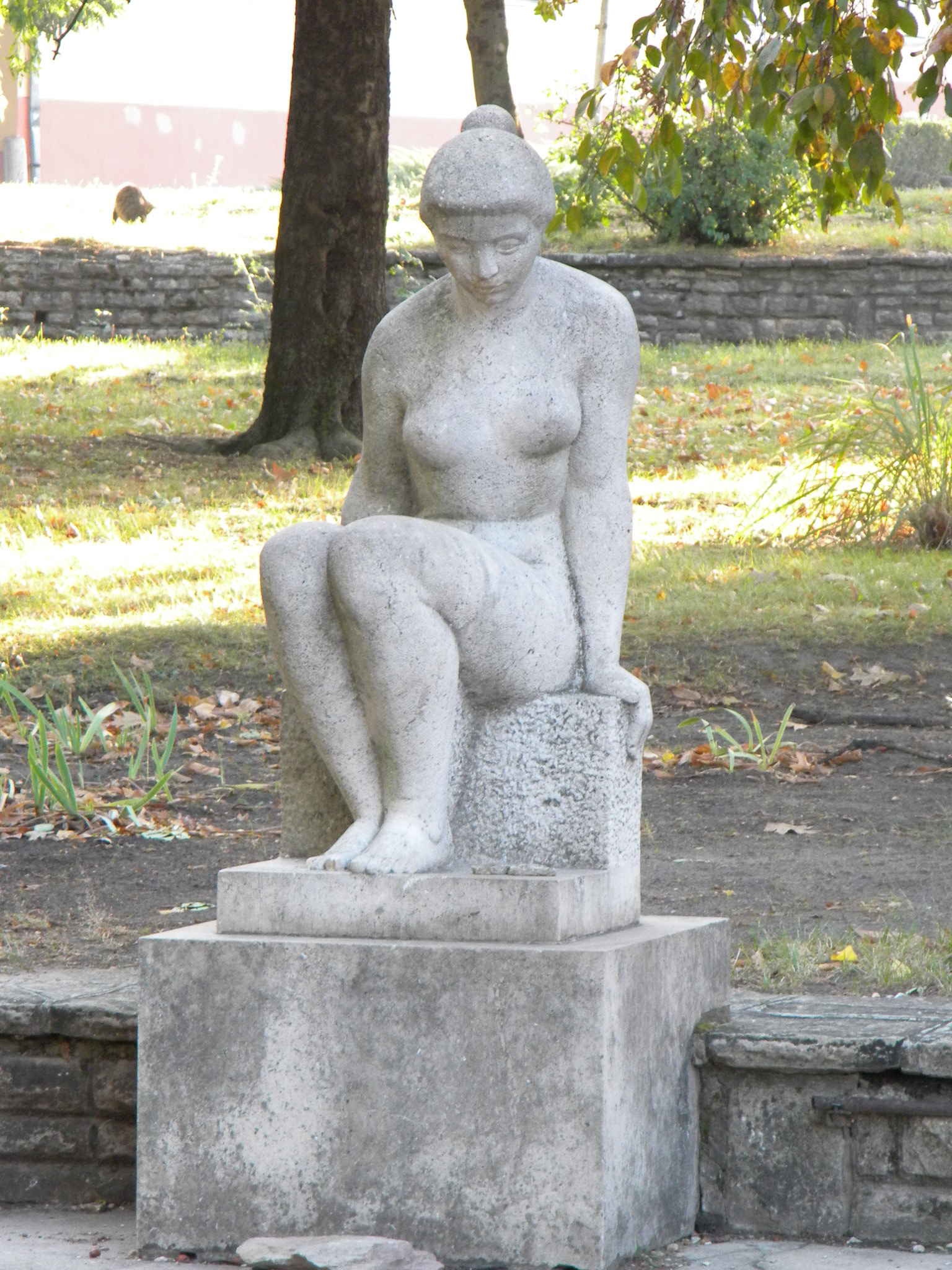
Vízbe néző lány c. szobor

A teret eredetileg piac és vásár tartásra használták. Nevét többször is változtatták: a 19. század elejétől Piaci vidéknek, Piac térnek, Fő térnek és Kossuth Lajos 1894. évi halála után, 1895-ben Kossuth térnek nevezték el. A teret, mai parkosított formájában, 1964-ben alakították ki, ekkor helyezték el Brém Ferenc süttői mészkőből készült Vízbe néző lány című szobrát. A tér közepén háromszög alakú talapzatból kiindulva 17 méter magas obeliszk tetején levő felhőgomolyagos földgömbön, jobb kezét szívére tartva áll Mária Immaculata (Szeplőtlen Boldogasszony), Schweiger Antal 1780 táján készített szobra, mely eredeti alakjának megtartásával Szakál Ernő újította meg 1961-ben.
A Kossuth tér felújítása a 2015. május- 2015. december időszakban a „Tata, Kossuth tér városközpont értékmegőrző rehabilitációja” című projekt keretén belül valósult meg. A megszépült, felújított tér hivatalos átadása 2015. december 5-én volt.
A tér fejlesztése a történelmi műemlékek megőrzésének jegyében történt. Az utak, járdák burkolatát cserélték, esztétikus, a történelmi hangulathoz illő és biztonságot nyújtó közvilágítást, és díszvilágítást alakítottak ki. A közbiztonság növelése érdekében videóval támogatott őrző-védőrendszert szereltek fel. Új parkolási rendet vezettek be.  A zöldfelületben  komoly fejlesztés történt, de ahol lehetett, megőrizték a tér korábbi növényzetét. 
A Kossuth téren zajló munkálatok mellett a hozzá kapcsolódó utcák – Komáromi utca, Bercsényi utca, templom melletti szervizút- fejlesztése, felújítása is megvalósult. Számos utca, útburkolat, parkoló, térburkolat, közvilágítás újult meg, a csapadékvíz-elvezetéssel együtt.
Az előzetes munkálatok során a vízmű az ivóvíz-vezetéket, a telefonszolgáltató vállalat pedig a kábeleket cserélte ki.
A megelőző feltárásokon megtalálták a középkorban emelt, 24 méter hosszú Szent Balázs-templom alapjait. A templomot 1778-ban elbontották, majd szomszédságában felépült a most is álló Szent Kereszt Plébániatemplom.
Felújításra került a Maria Immaculata szobor. Új újságos pavilon épült.
2019-ben a téren POKET Zsebkönyvautomatát állítottak fel.

## Épületei

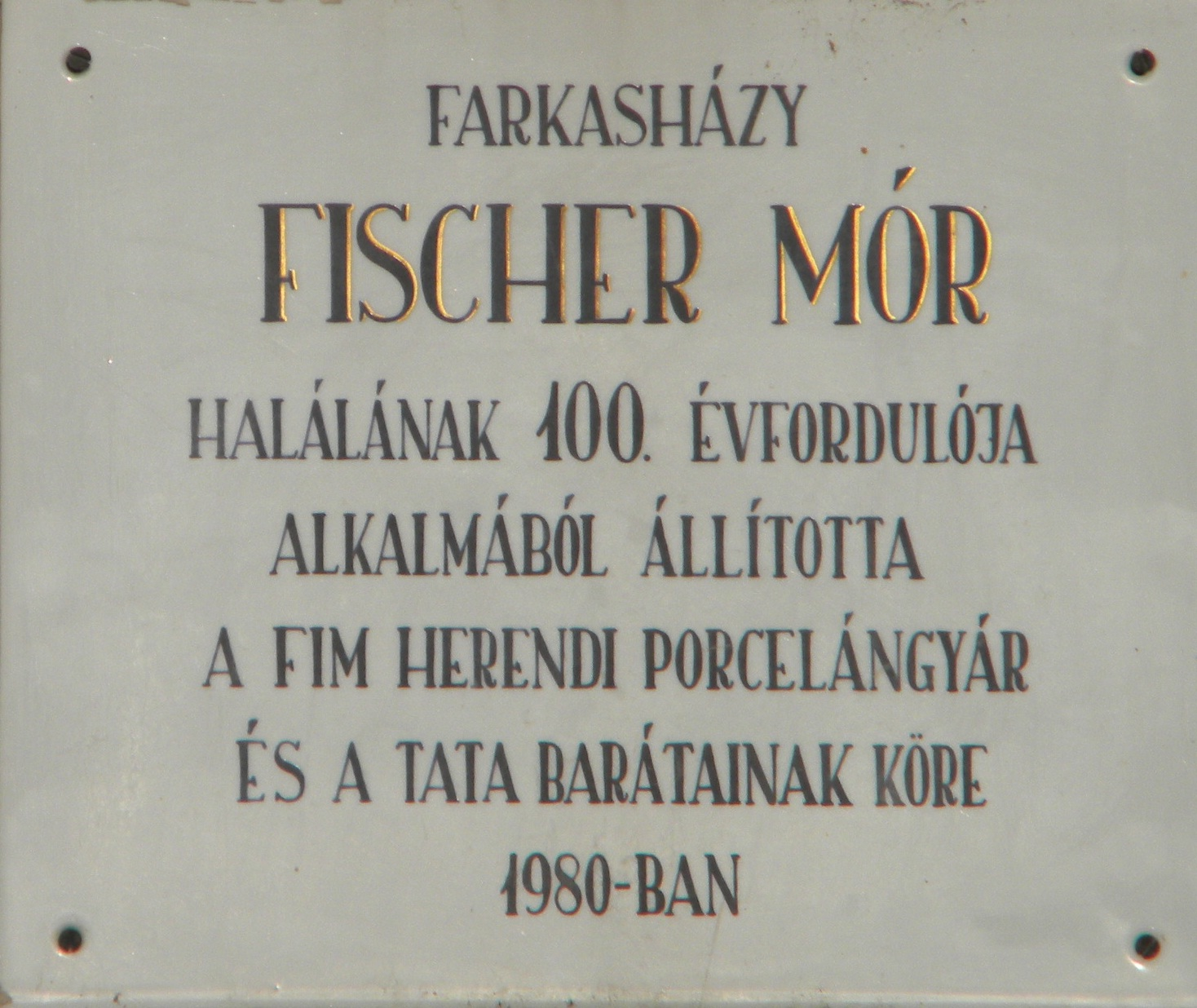
Farkasházy Fischer Mór emléktáblája a Fischer-ház falán

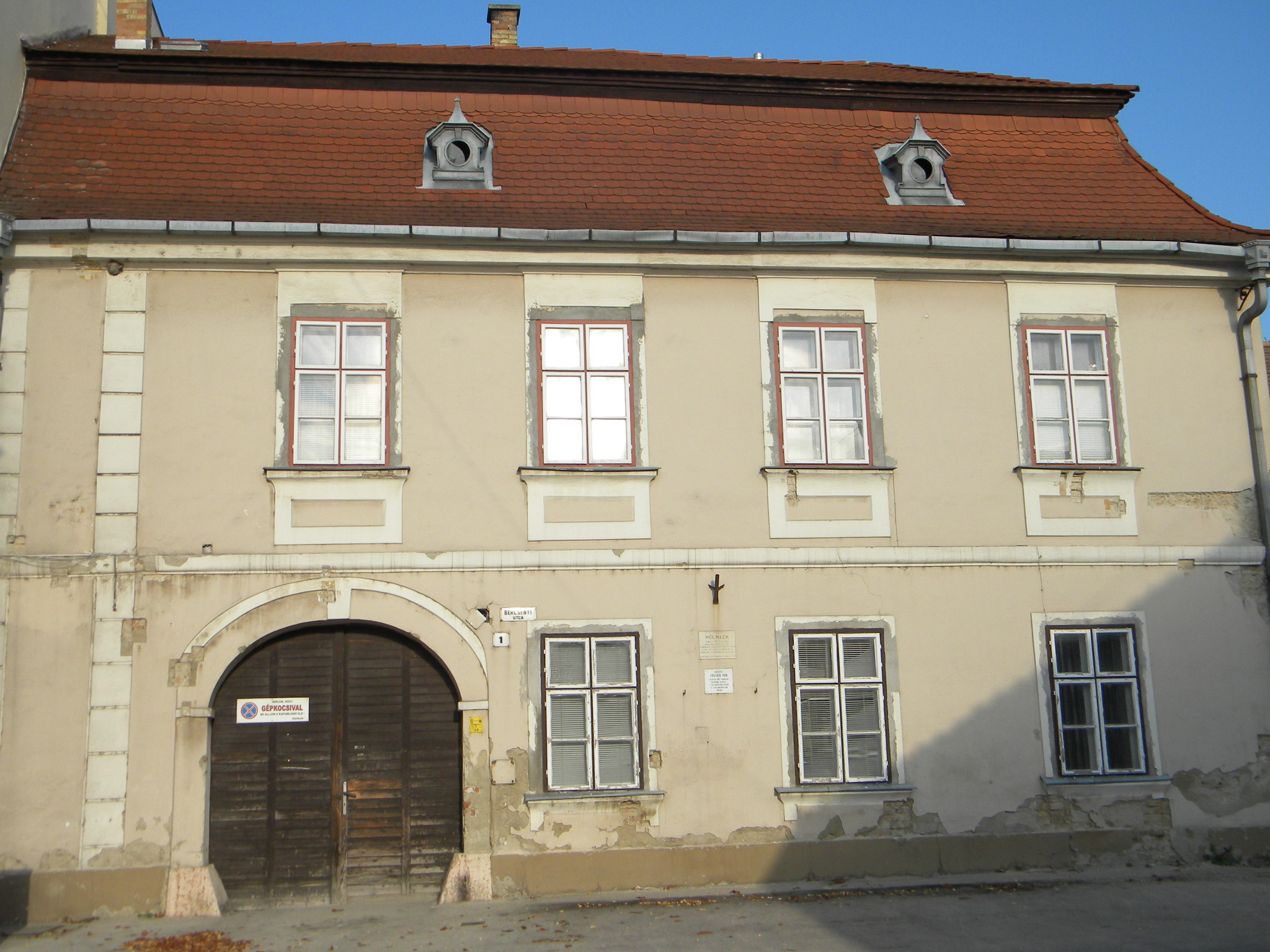
Fischer-ház a Bercsényi utca 1. szám alatt, a Városháza mellett

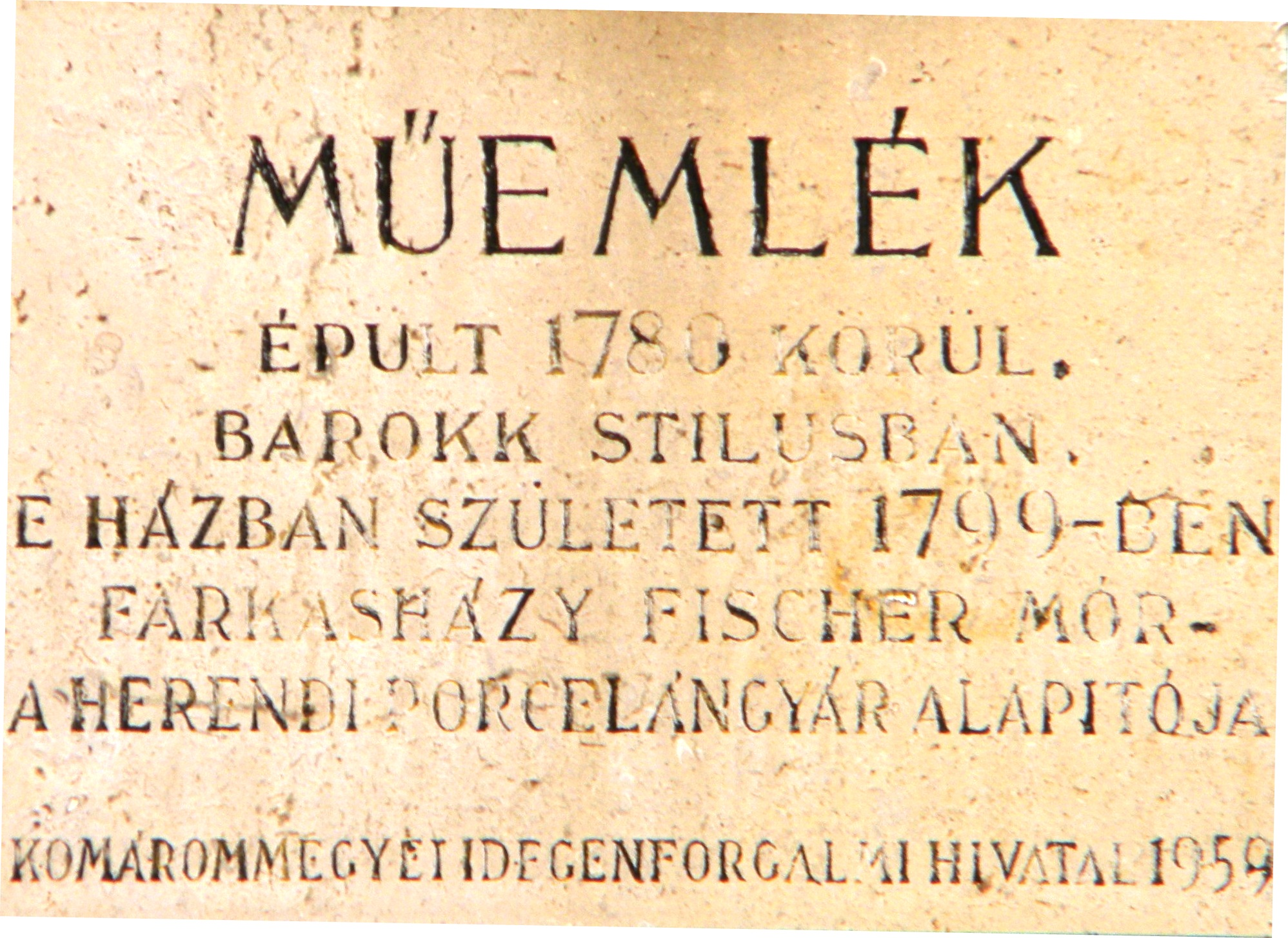
Fischer-ház falán látható emléktábla

### Posta
(Kossuth tér 19.)
A 19. század végén magánházaknál működő postát és távírdát 1902-ben egyesítették és ekkor költözött mai helyére a postahivatal. Bejárata akkor a Rákóczi utca felől volt. Az 1970-es évek elején az épületet kívül felújították és belül is átalakították.

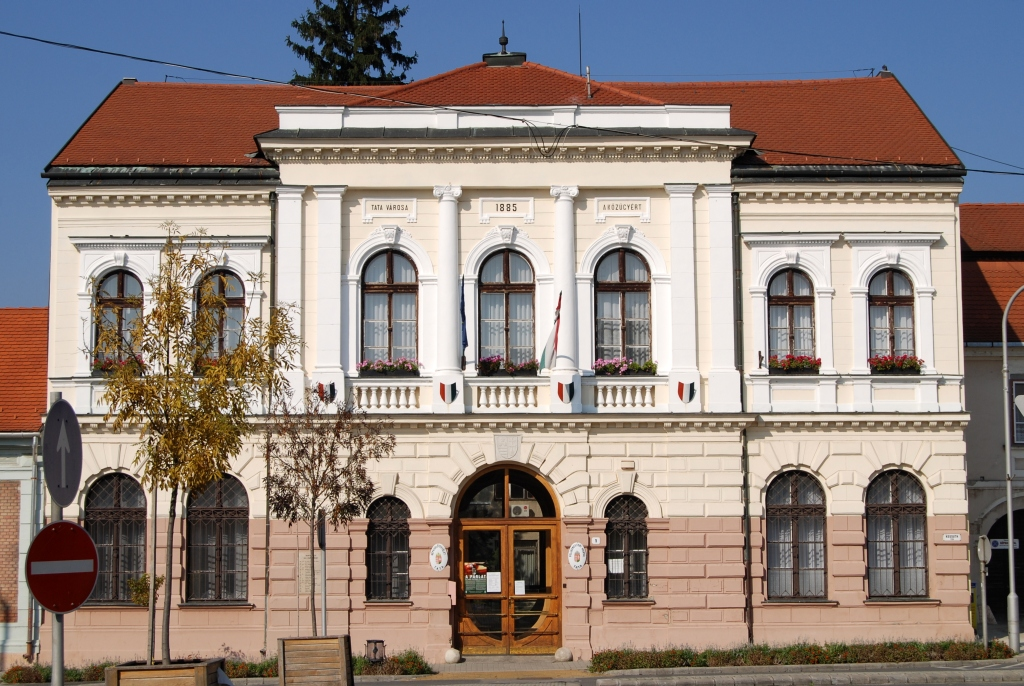
Városháza

### Fischer-ház
(Bercsényi utca 1.)
A 18. század végén épült barokk stílusú manzárdtetős lakóház.
Az épületben 1799. március 25-én született Farkasházy Fischer Mór, aki 1839-ben Herenden megalapította a porcelángyárat.
Fischer Mór és legkedvesebb fia, Dezső Herendről az ősi tatai családi házban telepedett le, ahol megvalósították az európai hírű porcelánfestő műhelyüket. Tervezték a fehér edény gyártását is, de megvalósítását Fischer Mór 1880 februárjában bekövetkezett halála meghiúsította.
Az önkormányzati tulajdonban levő Fischer ház a „Tata, Kossuth tér városközpont értékmegőrző rehabilitációja” projekt részeként már 2014-ben ifjúsági és közösségi házzá alakult. Az épület egyik részében kialakítottak egy játszóházat változatos készségfejlesztő játékokkal, a másik részében egy ifjúsági tanácsadó iroda, valamint egy rendezvényterem kapott helyet. Az átalakítás során létrejött egy városmarketing iroda, egy vállalkozók és közszolgáltatók számára bérelhető szolgáltató ház és egy nyilvános illemhely.

### Városháza
(Kossuth tér 1.)
A jelenlegi épület helyén állt a földszintes községháza. A városháza építésére meghirdetett pályázatra beérkezett öt pályázó közül Geschery Antal fővárosi építész pályázatát fogadták el. Az építési szerződést 1885-ben Witauschek Vencel építőmesterrel kötötték meg. A városi hivatalokat az átépítés idejére a Hajdú utcai Hannigné-féle (ma Béres szanatórium) házban helyezték el. Az épület homlokzatára felkerült a Tata városa a közügyért - 1885 aranybetűs felirat. 1885-ben készült el.

### Gyógyszertár
(Kossuth tér 2.) 

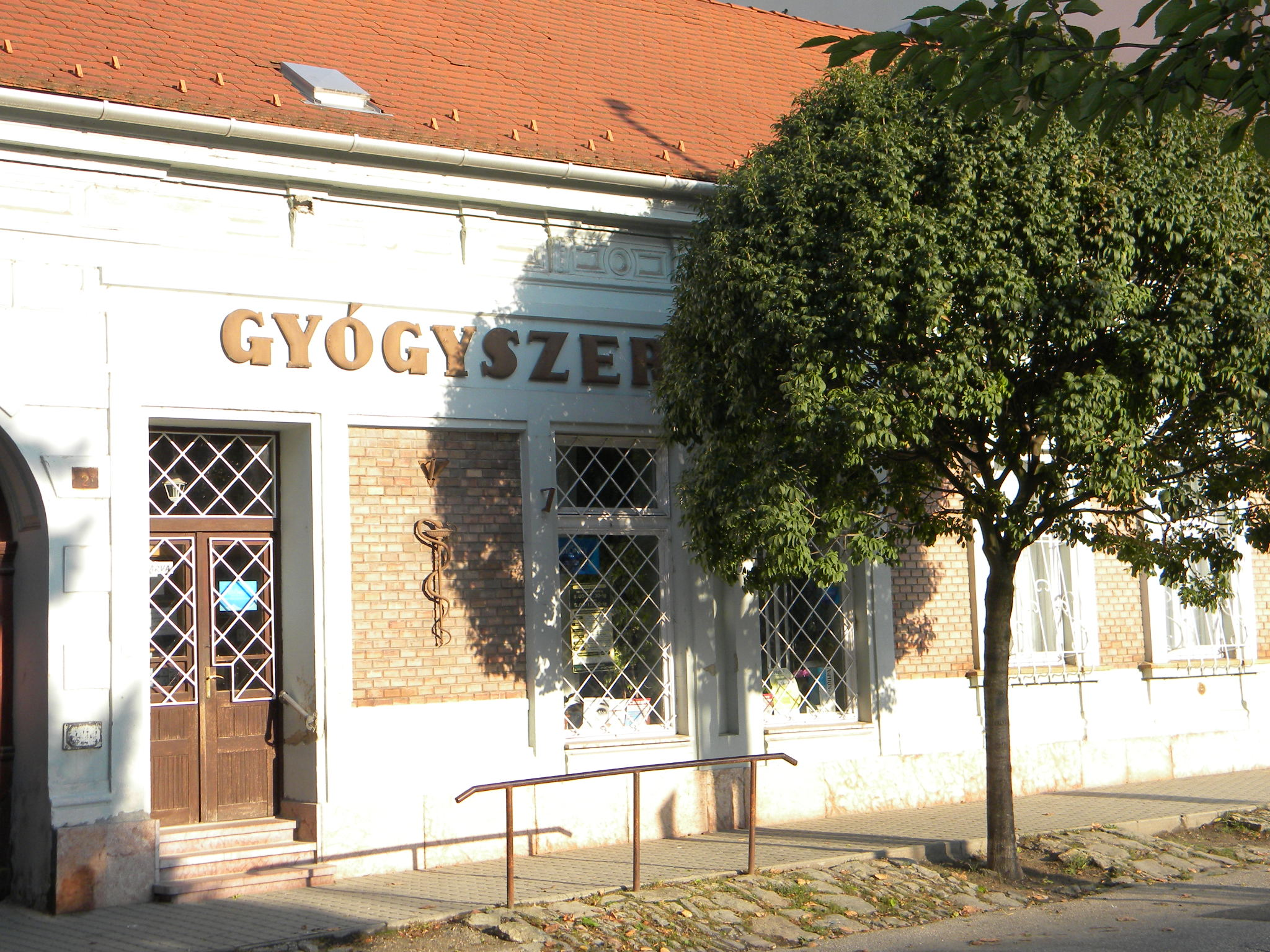
A Kossuth téri gyógyszertár

A gyógyszertárat 1774-ben alapították. Első tulajdonosa: Nirtit Ferenc gyógyszerész volt. 1876-ban Bischoff Lipót gyógyszerész vette át a patika vezetését. 1907-ben Michl Géza vette meg, aki 1949-ig, haláláig birtokolta, ezt követően azonban özvegyének a haszonélvezeti joga már csak 1950. július 28-ig, a gyógyszertár államosításáig tartott.

### Kőkúti Általános Iskola
(Kőkút köz 2.)

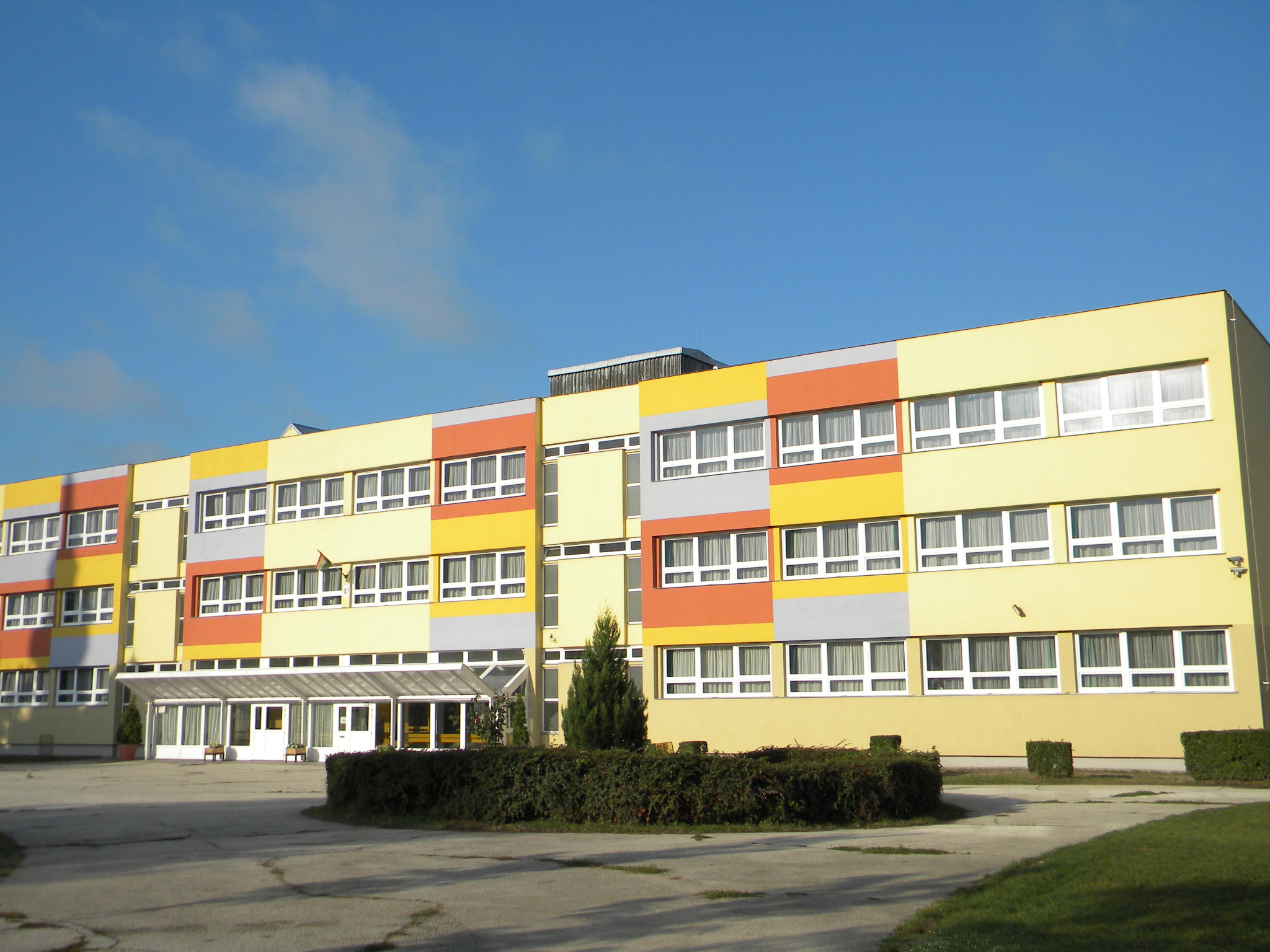
A Kőkúti Általános Iskola

A Kossuth térhez közel 1982-1983-ban épült fel a 16 tantermes, testnevelő tagozatos általános iskola, 600 adagos konyhával. 1989. március 15-én az iskola udvarán felavatták Petőfi Sándor szobrát, Várady Sándor szobrászművész alkotását. 2009-ben az iskola mellé megépítették a város és a környező községek iskolásai részére a Tanuszodát. Az iskolában többek között működik egy Diákönkormányzat (DÖK) amiben minden osztályból 1 képviselő vesz részt. Ebből a felsőtagozatos testületből választják ki azt a tanulót/tanulókat akik képviselik az iskolát a VDÖK, vagy más néven Városi Diákönkormányzat-ülésein.
Az iskola kiemelkedően jó mindenféle sportok terén, jelentősebb díjakat a leány kézilabda és a fiú focicsapatok érnek el, de talajtornában és úszóversenyeken is aktívan részt vesznek.
Ám nem csak a sportban jók az ott tanuló diákok. 2000-ben létrehoztak egy ún. minerva osztályt, ami a színjátszás rejtelmeibe avatja be a kis elsősöket. Sulyokné Nagy Tünde elismert drámapedagógus sikeresen fogja össze osztályait, akik sok verseny, többek között a Weöres Sándor Országos Gyermekszínjátszó Találkozó arany érmeit is elhozták már, több ízben is.

### Zeneiskola
(Kossuth tér 10.)

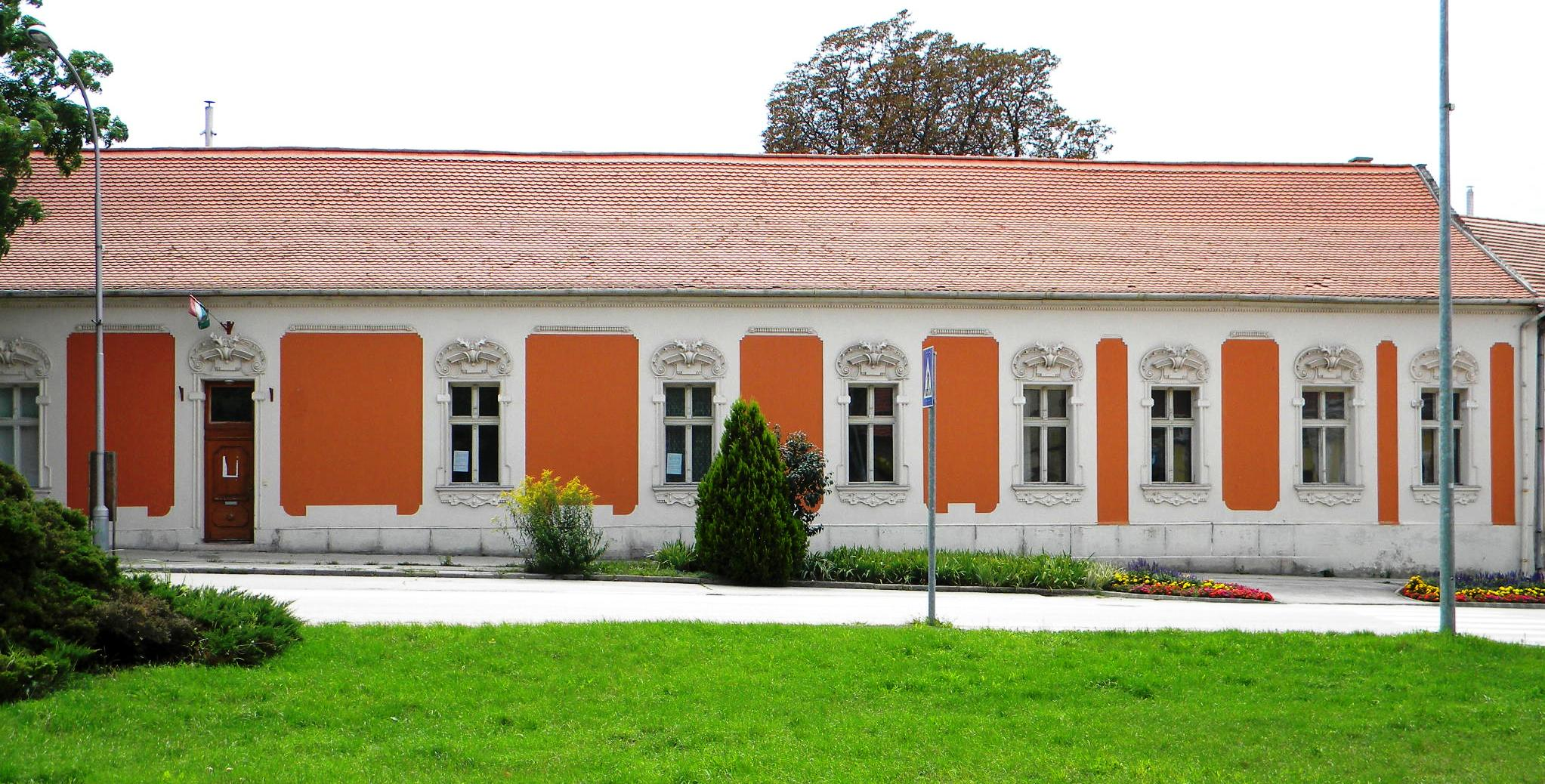
A Zeneiskola régi épülete

Az épületet a 19. század elején vendéglőnek építették. A nagykapu és az ablakok fölött levő griffmadarakról Griff vendéglőnek nevezték. 1830-tól 1834-ig Forsl János volt a bérlője. A lóistállójáról, zsokéiról híres Szemere Miklósról, aki itt a vendéglőjében tartotta összejöveteleit, Szemere Szállónak nevezték el. A vendéglőt 1905-től Simon János bérelte. Az 1930-as évektől Hajba Sándor volt a tulajdonosa. Az 1870-es évektől a Tatára látogató vándor színtársulatok a vendéglő nagytermében színdarabokat mutattak be. A tatai egyesületek öntevékeny színjátszóinak is gyakran adott otthont. Nagytermében, 1910-ben Justh Gyula, az 1930-as évek végén Móricz Zsigmond tartott előadást. Az államosítás után 1950-től Béke kultúrház volt a neve. A Zeneiskola, jelenlegi nevén Menner Bernát Zeneiskola Tata Város Alapfokú Művészetoktatási Intézménye, 1970-ben költözött az épületbe és 2010-ben helyezték át a Fazekas utcai Általános Iskola régi épületébe, melyet még abban az évben kívül-belül felújítottak.

### Tatai Református Gimnázium
(Kossuth tér 11.)
Pontosan ugyanazon a helyen, ahol 1608-tól 1759-ig református iskola (1660-tól középiskola) volt, kezdte meg működését az iskola.Az épület helyén a 19. század elején ispotály működött. Kórházzá az 1831 augusztusától október végéig dühöngő kolerajárvány idején vált. Az épületet a nagy tűzvész 1834. március 11-én elpusztította. Helyén 5229 Ft költséggel emeletes kávéházat építettek. 1869-ben átalakították kaszinónak. Az épület utcai frontján megmaradtak az üzletek. Erkélyéről országgyűlési képviselők szóltak a nagygyűlések résztvevőihez, 1907-ben Giesswein Sándor, 1945-ben Veres Péter. A Tatai Járási Bíróságot és a Telekkönyvi Hivatalt 1952-től a régi helyéről ide helyezték át. Húsz évig a melléképületben volt a mentőállomás. 1974-től a Városi Bíróság működött itt, melyet 1985-ben áthelyeztek Tatabányára. Több mint tíz évig a Talentum Általános Iskola és Gimnázium bérelte az épületet. 2004-ben a református egyház iskola céljára megvásárolta. 2008 május.18-án adták át a korszerűen berendezett, háromszintes új épületszárnnyal bővült iskolát. 8 tanteremmel, 4 csoportszobával, szertárakkal, vizesblokkokkal bővült. Szeptembertől már ott folytatódik a tanítás.

### Mázsaház
(Kossuth tér 12.)
1820-as évek körül épült a földszintes, egész homlokzata előtt nyolc négyszögletes pilléren nyugvó tető alatti árkáddal. Az épület előtti nagy mázsán mérték le a kocsikat a rajtuk szállított gabonával, szénával. A tulajdonosáról nevezték Czermann-háznak és az 1930-as években Weisz-háznak is. A mázsaházat az 1930-as évek közepén, a kocsik szemetelése miatt, a Kossuth térről kivitték a Móricz Zsigmond térre, ahol a második világháború utáni években megszűnt

### Római katolikus plébániatemplom

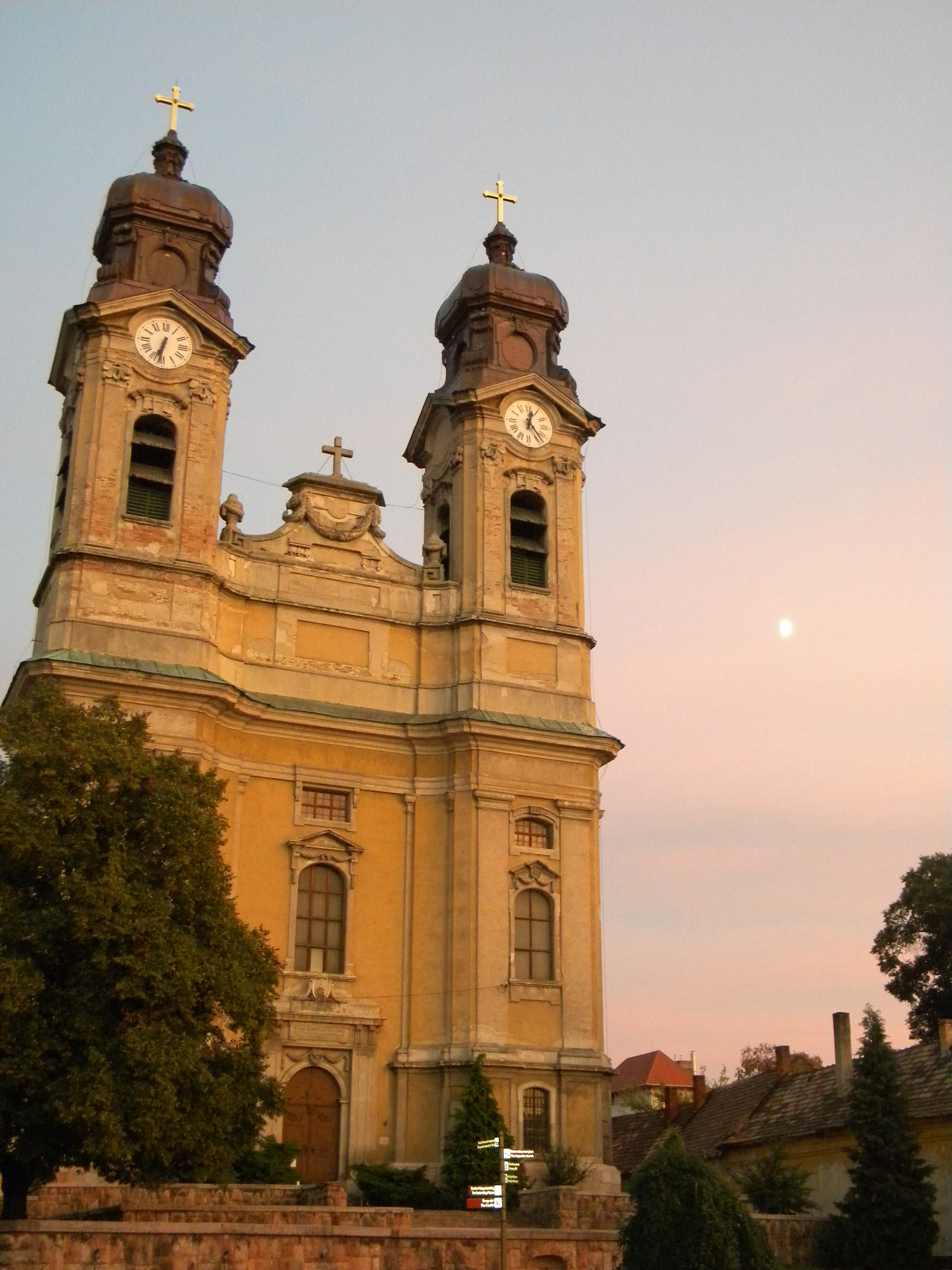
A Szent Kereszt felmagasztalása plébániatemplom alkonyatkor

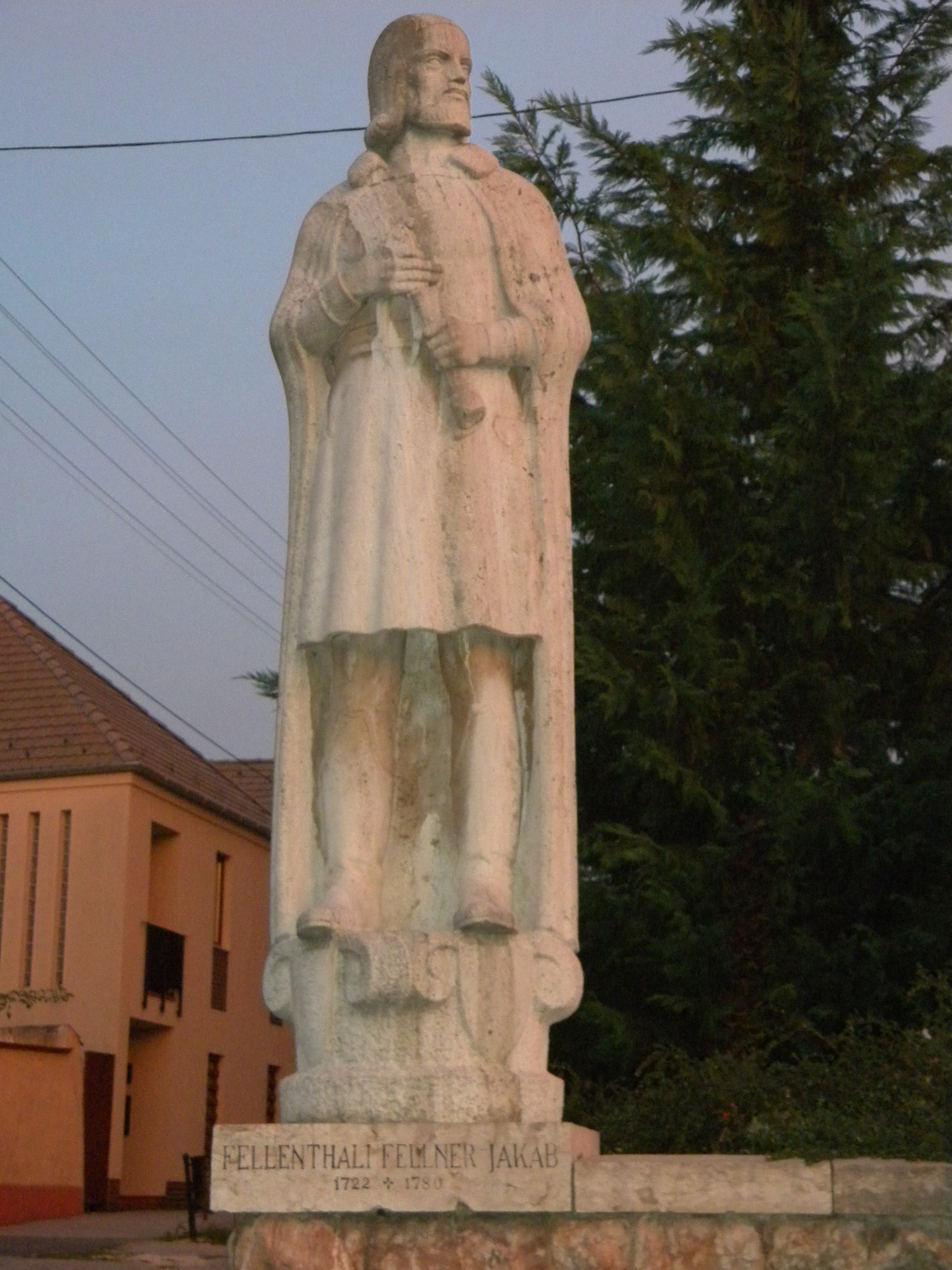
Fellner Jakab szobra

Tata középkori plébániatemploma a 18. századra meglehetősen romos állapotba került, ezért 1751-ben annak felváltására új kegyúri plébániatemplomot kezdtek építeni, a város főtere fölé emelkedő kis dombon. Az új templom eredeti terveit Franz Anton Pilgram bécsi építész készítette, az építkezés azonban hosszan elhúzódott, ezért az irányítást idővel Fellner Jakab helyi építészre bízták, aki több ponton módosította a terveket is. A munkálatok befejezését Fellner sem érte meg [emlékét 1940 óta egész alakos szobor őrzi a templom mellett], ezért az épületet Grossmann József fejezte be 1784-ben. A kéttornyú templom megjelenését kívül-belül a copf stílus elemei határozzák meg, az egyhajós építményben az impozáns főoltár mellett négy mellékoltár is található. Az 1990-es évek végére a templom állaga eléggé leromlott, felújítását több lépcsőben szervezték meg az ezredforduló körüli évektől kezdve.

### Fazekas utcai Általános Iskola
(Fazekas utca 43.)
Esterházy Ferenc gróf a nagytemplom mögötti részt a katolikus egyháznak ajándékozta, hogy ott új elemi iskolát építsenek. A terveket Kerekes András építész készítette. Az iskola építésére az egyház állami segélyt kért. A kultuszminiszter 40 000 pengőt biztosított, a hiányzó 40 000 pengőt a hitközség adományozta az építkezésre. Az építőanyagot az uradalom ingyen adta és a helyszínre szállította. A hat tantermes, díszteremmel, igazgatói lakással ellátott iskola, 1930. szeptember 7-ére készült el, és Mohl Adolf apátkanonok szentelte fel. Szent Imre-év lévén az iskola a herceg nevét vette fel.
1969-1970-ben az öreg iskola mellé négyemeletes iskolát építettek, melynek a lapos tetejét 2004-ben cseréptetős sátortetővel fedték be. 2010-2011-ben az 1930-ban felavatott iskola épületét, a teljes külső megújításával, ablakok és ajtók cseréjével teljesen felújították.

### Római katolikus plébánia
(Kossuth tér 15.)
A nagytemplom szomszédságában, a 18. század végén épült. A térre néző homlokzatán három rokokó ráccsal díszített ablak van, egy 1925-ben közbeiktatott, a tatai születésű Giesswein Sándor munkásságát megörökítő, emléktáblával. A plébánia épületét 1883-ban, az 1960-as és 2000-es években tatarozták.

## Külső hivatkozások
- A tatai plébániatemplomról.
- Tatai barangolások, fényképes városi túraajánlók
- Tata, Kossuth tér átépítése a levegőből - előtte és utána